# Теллурид лантана
Теллурид лантана — бинарное неорганическое соединение металла лантана и теллура
с формулой LaTe,
кристаллы.

## Получение
- Спекание в вакууме стехиометрических количеств чистых веществ:

{\displaystyle {\mathsf {La+Te\ {\xrightarrow {500-1000^{o}C}}\ LaTe}}}

## Физические свойства
Теллурид лантана образует кристаллы
кубической сингонии,
пространственная группа F m3m,
параметры ячейки a = 0,6409 нм, Z = 4.